# Sociedad Fomento y Cultura Minerva
La Sociedad Fomento y Cultura Minerva es un equipo de fútbol español localizado en la diputación de Alumbres (Cartagena). Fundado en 2012, actualmente milita en el Grupo XIII de la Tercera Federación. Disputa los partidos como local en el Campo Municipal de Alumbres, con una capacidad de 1.000 espectadores.

## Historia
El origen del club está en la Sociedad de Fomento y Cultura Minerva de Alumbres, que nació el 7 de abril de 1924,y que adoptó ese nombre por la antigua diosa romana Minerva, protectora de Roma y patrona de los artesanos y del trabajo manual. Se funda en 2012 con jugadores de la localidad y empezando en la categoría regional más baja, Segunda Autonómica. Tarda 2 años en ascender a Primera Autonómica, ese año se proclama campeón y asciende a Preferente. En la temporada 2016/17 vuelve a salir campeón y asciende a Tercera División, donde permanece cuatro campañas hasta el descenso en la 2020/21. La temporada en Preferente es buena y se clasifica para jugar el play-off de ascenso, cayendo en 1/4 de final contra el Villa de Fortuna por 0-1.

## Trayectoria histórica
| Temporada | Nivel | División   | Posición | Copa |
| --------- | ----- | ---------- | -------- | ---- |
| 2012-13   | 7     | 2.ª Aut.   | 9.°      |      |
| 2013-14   | 7     | 2.ª Aut.   | 10.°     |      |
| 2014-15   | 6     | 1.ª Aut.   | 1.°      |      |
| 2015-16   | 5     | Reg. Pref. | 5.°      |      |
| 2016-17   | 5     | Reg. Pref. | 1.°      |      |
| 2017-18   | 4     | Tercera    | 5.°      |      |
| 2018-19   | 4     | Tercera    | 15.°     |      |
| 2019-20   | 4     | Tercera    | 8.°      |      |
| 2020-21   | 5     | Tercera    | 9º / 5º  |      |
| 2021-22   | 6     | Preferente | 3º       |      |
| 2022-23   | 6     | Preferente | 4º       |      |
| 2023-24   | 6     | Preferente | 5º       |      |

- 4 Temporadas en Tercera División de España
- 4 Temporadas en Preferente Autonómica

### Cronología de los entrenadores
- 2016/2017:  Antonio Gabriel Jiménez Madrid
- 2017/2018:  Luis Antonio Franco Romero
- 2019  Juan Lillo
- 2019/2020:  Luis Antonio Franco Romero
- 2020:  Manuel Martínez Marín
- 2020/2021:  Julio César Espinosa de los Monteros Balsalobre
- 2021:  David Bascuñana
- 2021/2022:  Juan Moreno Boluda
- 2022/Act.:  Álvaro Celdrán Raja